# Mulholland – Gyilkos negyed
A Mulholland – Gyilkos negyed (eredeti cím: Mulholland Falls) 1996-ban bemutatott amerikai bűnügyi film Lee Tamahori rendezésében. A főbb szerepekben Nick Nolte, Jennifer Connelly, Chazz Palminteri, Michael Madsen, Chris Penn, Melanie Griffith, Andrew McCarthy, Treat Williams és John Malkovich látható.

## Történet
Mulholand Falls („a Mulholland-fok”) a Los Angeles-i Mullholland Drive nevű útszakasz meredek, szakadékszerű sziklája a filmben. A városi rendőrfőnök hallgatólagos támogatásával létrehozott, Max Hoover rendőrfelügyelő (Nick Nolte) vezette négytagú elitkülönítmény itt szokta összeverni és a mélységbe taszítani az USA leghatalmasabb, a törvényes igazságszolgátlás alól mindig kibúvó gengsztervezéreit. Ez a többnyire igen súlyos bántalmazás rájuk nézve általában életre szóló, maradandó testi sérülésekkel jár. A bírósági ítélet nélküli eljárás végén a félhalott bűnözőket a különítmény vezetője tájékoztatja, hogy ha visszajönnek a városba, akkor megint megkeresik és lelökik őket. A bűnözők többsége nem merészkedik vissza ezután Los Angelesbe.
A történet szerint a megszokottól eltérően, más bűnözők hullái is feltűnnek a városban, furcsa sérülésekkel, amelyeket szintén a nagy magasságból való zuhanás okozott. Feltételezhető ez alapján, hogy valaki más is kezébe vette a városban az igazságszolgáltatásnak ezt a formáját, és a nyomok hamarosan az amerikai kormány atomkísérleti telepére vezetnek. Úgy látszik, ezúttal maga a szövetségi kormány sározódott be valamivel. A háttérben működő hatalom minden eszközzel igyekszik meggátolni a különítményt az igazság felderítésében, eszközeikkel nem kímélik a nyomozók magánéletét és életét sem.

## Szereplők
| Szerep                        | Színész             | Magyar hang            |
| ----------------------------- | ------------------- | ---------------------- |
| Max Hoover hadnagy            | Nick Nolte          | Gáti Oszkár            |
| Katherine Hoover              | Melanie Griffith    | Orosz Helga            |
| Ellroy Coolidge nyomozó       | Chazz Palminteri    | Gesztesi Károly        |
| Eddie Hall nyomozó            | Michael Madsen      | Haás Vander Péter      |
| Arthur Relyea nyomozó         | Chris Penn          | Zubornyák Zoltán       |
| Earl nyomozó                  | Ed Lauter           | Rudas István           |
| Nathan Fitzgerald ezredes     | Treat Williams      | Sörös Sándor           |
| Allison Pond                  | Jennifer Connelly   | Zakariás Éva           |
| Jimmy Fields                  | Andrew McCarthy     | Fekete Zoltán          |
| Thomas Timms tábornok         | John Malkovich      | Sinkovits-Vitay András |
| Jeffrey McCafferty FBI-ügynök | Daniel Baldwin      | Csuja Imre             |
| Százados                      | Kyle Chandler       | Salinger Gábor         |
| Jack Flynn, gengszter         | William L. Petersen | Várkonyi András        |
| Kenny Kamins, gengszter       | Titus Welliver      | Janovics Sándor        |
| Énekes                        | Aaron Neville       | N/A                    |
| Flynn társa                   | Rob Lowe            | R. Kárpáti Péter       |
| LAPD rendőrfőnök              | Bruce Dern          | Pataky Imre            |
| Esther                        | Louise Fletcher     | N/A                    |